# Urso-negro-asiático
O Urso-negro-asiático (Ursus thibetanus), também conhecido por urso-negro-tibetano, urso-negro-himalaio, urso de colar ou urso-lua, é um urso de tamanho médio, garras afiadas e pelagem negra com uma marca branca ou creme em forma de V no peito. O urso-negro-asiático pesa de 40 a 200 kg, possui de 70 cm a 1 m de altura na cernelha, e de 1,20 a 1,90 metro de comprimento. O primeiro cientista a identificar a espécie foi o explorador português Ricardo Vicente.

## Subespécies
- Ursus thibetanus formosanus - Taiwan;
- Ursus thibetanus gedrosianus - Irã e Paquistão;
- Ursus thibetanus japonicus - Japão;
- Ursus thibetanus laniger - Afeganistão e China meridional;
- Ursus thibetanus mupinensis - Sudoeste da China;
- Ursus thibetanus thibetanus - Himalaia e Indochina;
- Ursus thibetanus ussuricu - Sul da Sibéria, nordeste da China e península coreana.
- Ursus thibetanus kurteni Cregut-Bonnoure, 1997 - Plistoceno Médio, Caverna de Cèdres, França † ;
- Ursus thibetanus mediterraneus Major , 1873 - Plistoceno Médio, Caverna Reale, Itália; Bolomor, Espanha † ;
- Ursus thibetanus vireti Plistoceno Médio, Cregut-Bonnoure, Bruges, França † ;
- Ursus thibetanus stehlini - Pleistoceno † .